# 巴拉頓菲賴德區

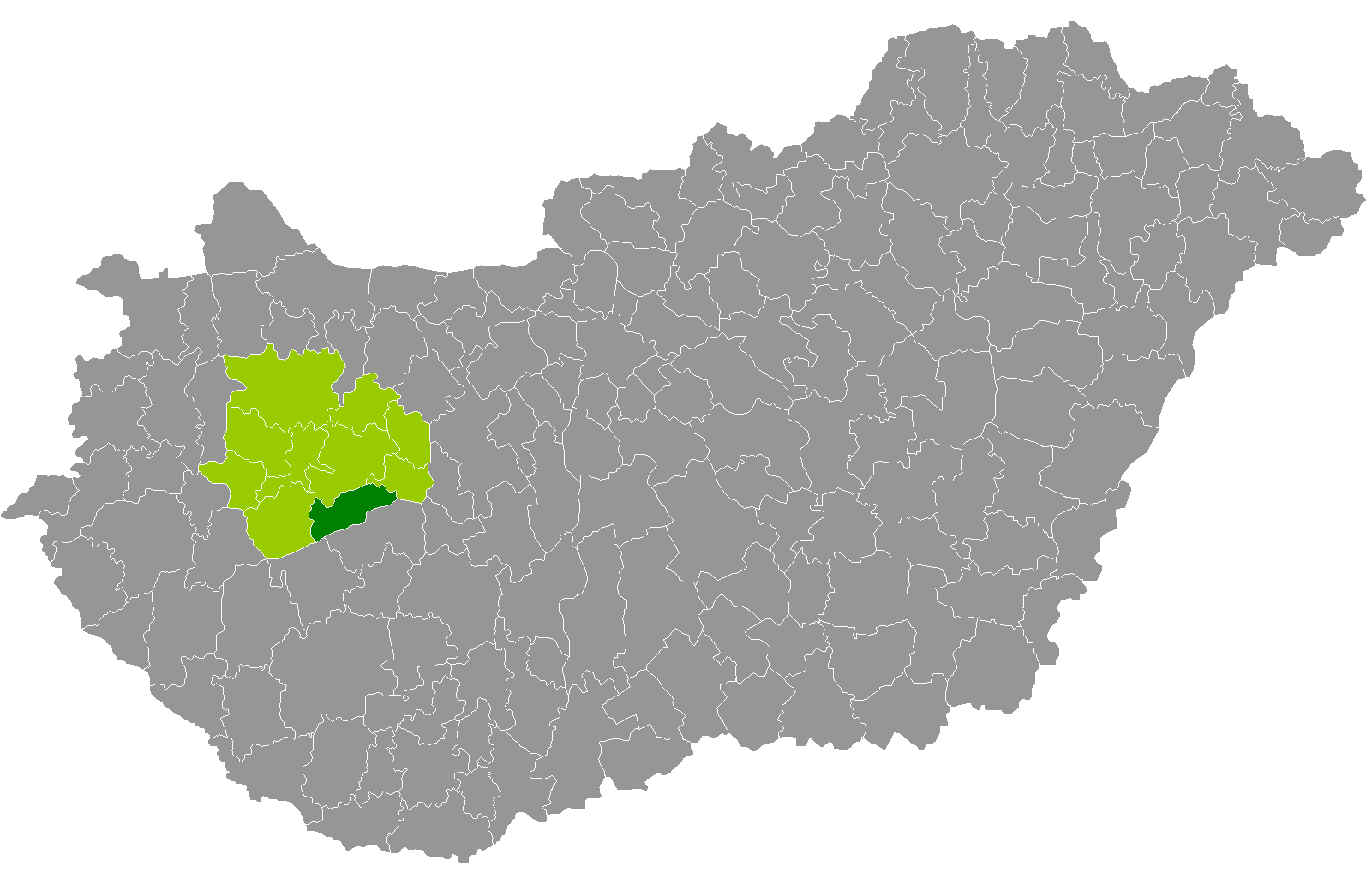

巴拉頓菲賴德區（匈牙利語：Balatonfüredi járás），是匈牙利維斯普雷姆州的一個區，位於該國西部，区府設於巴拉頓菲賴德，面積358平方公里，2011年人口23,849，人口密度每平方公里67人。

## 市镇
巴拉頓菲賴德區包含一个城镇和21个村庄。